# Hans-Valentin Hube
Hans-Valentin Hube (29 d'octubre de 1890 - 21 d'abril de 1944) va ser un general alemany actiu durant la Segona Guerra Mundial que va comandar forces blindades a les invasions de Polònia, França i la Unió Soviètica. En el transcurs de la guerra, Hube va dirigir la 16a Divisió d'Infanteria, el XIV Cos Panzer i el 1r Exèrcit Panzer que va arribar al rang de Generaloberst. Va morir en un accident aeri el 21 d'abril de 1944.

## Biografia
Hans-Valentin Hube va néixer el 29 d'octubre de 1890 a Naumburg an der Saale, Imperi alemany. Hube es va oferir voluntari per al servei militar a l'exèrcit prussià el 1909, i va servir durant la Primera Guerra Mundial on va veure acció durant la carrera al mar, i va rebre la Creu de Ferro de 2a classe i la Creu de Cavaller de l'orde de la Casa de Hohenzollern. Li van amputar un braç com a conseqüència de les ferides que va patir a la batalla de Verdun. El 1918, després del final de la guerra que va acabar amb la derrota de l'Imperi alemany i el posterior col·lapse, Hube va servir breument amb els Freikorps paramilitars durant la inestabilitat. Hube es va unir al Reichswehr, el successor de l'Exèrcit Imperial alemany després de l'establiment de la República de Weimar, i va continuar el seu servei militar a la Wehrmacht després de la fundació de l'Alemanya nazi, assolint el rang d'Oberst el 1936.

### Segona Guerra Mundial
Hube va participar en la invasió de Polònia i la batalla de França com a comandant del regiment. Durant la guerra amb França, va emetre un pamflet als seus soldats en què afirmava que "el desplegament de tropes negres i de color contra l'exèrcit alemany contradiu la concepció del paper de mestre de la raça blanca envers la gent de color" i que és "una vergonya i deshonor, tant més perquè la nostra divisió ha hagut de lliurar les lluites més dures contra els negres".
Hube va ser nomenat comandant de la 16a Divisió d'Infanteria el juny de 1940. Com a comandant de la 16a Divisió Panzer, va participar en l'Operació Barbarroja com a part del Grup d'Exèrcits Sud del mariscal Gerd von Rundstedt. Per aquesta acció durant la campanya, Hube va rebre la Creu de Cavaller de la Creu de Ferro. El 16 de gener de 1942, se li va concedir les Fulles de roure a la Creu de Cavaller per les seves accions a la batalla de Kíev. Hube va dirigir llavors la divisió durant Fall Blau i la batalla de Stalingrad. El 16 de setembre de 1942, Hube va rebre el comandament del XIV Cos Panzer, la formació matriu de la 16a Divisió Panzer.
Hube va comandar el XIV Cos durant la contraofensiva soviètica, l'Operació Urà. Va ser ascendit a general der Panzertruppe i va rebre les Espases a la creu de cavaller amb fulles de roure de mans d'Adolf Hitler personalment el 21 de desembre de 1942. Durant el seu temps a la quarter general del Führer a Rastenburg, Hube va argumentar fermament, però sense èxit, que Hitler permetre que el 6è Exèrcit intenti una evasió. En canvi, Hitler va prometre un nou atac de socors a partir de mitjans de febrer.
Després de la destrucció del 6è Exèrcit, Hube va ser enviat al front mediterrani. Va crear el Gruppe Hube a Sicília, una força de quatre divisions la tasca de la qual era defensar l'illa. Amb l'arribada de l'operació Husky el 10 de juliol, Hube va comandar la defensa general alemanya. El 17 de juliol de 1943 Hube va rebre el comandament de tot l'exèrcit i les tropes Flak a l'illa. Hube va organitzar l'evacuació a la península italiana. Havia preparat una forta línia defensiva, la "Línia Etna" al voltant de Messina, que permetria als alemanys fer una retirada progressiva mentre evacuaven gran part del seu exèrcit cap a terra ferma. George Patton va començar el seu assalt a la línia de Troina, però va ser un eix de la defensa i es va aguantar amb tossuda. Malgrat els tres desembarcaments amfibis "finals", els alemanys van aconseguir mantenir la major part de les seves forces fora de l'abast de la captura i mantenir els seus plans d'evacuació. La retirada d'un gran nombre de tropes de l'amenaça de captura a Sicília va representar un gran èxit per a l'Eix. Hube més tard va participar en les batalles defensant posicions a Salern durant l'operació aliada Allau.
Després Hube va ser traslladat de nou a Alemanya i traslladat a la Führerreserve. El 23 d'octubre de 1943, Hube va ser designat comandant del 1r Exèrcit Panzer de 200.000 homes, servint llavors amb el Grup d'Exèrcits Sud al comandament del mariscal de camp Erich von Manstein. El febrer de 1944, Hube va ser confirmat oficialment com a comandant del 1r Exèrcit Panzer. Poc després, el III Cos Panzer, una de les unitats de Hube, va ser requerit per ajudar les forces alemanyes a sortir de la bossa de Korsun-Txerkassi. Poc després d'això, la força de Hube va ser encerclada en una bossa prop de Kamenets-Podolski. Hube va liderar la ruptura que va durar des del 27 de març de 1944 fins al 15 d'abril de 1944.

### Mort

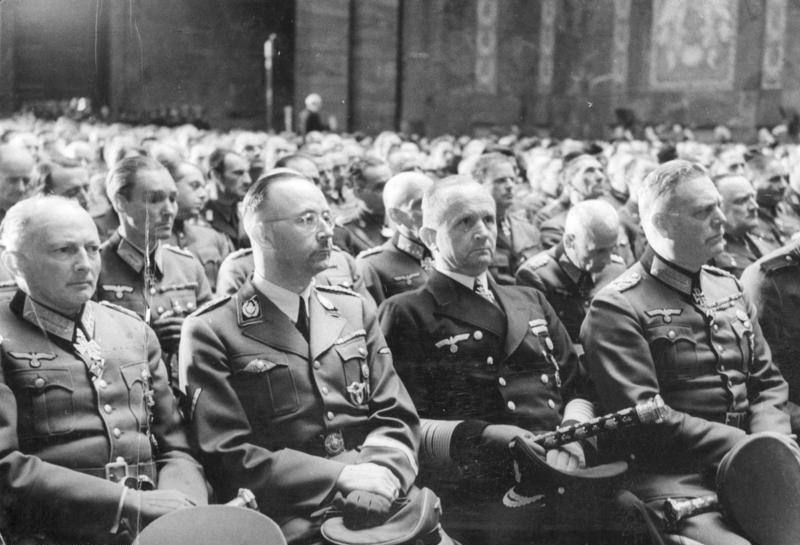
Günther von Kluge, Heinrich Himmler, Karl Dönitz i Wilhelm Keitel (d'esquerra a dreta) al funeral de Hube

El 20 d'abril de 1944, Hube va tornar a Alemanya, on Adolf Hitler li va atorgar personalment els Diamants a la Creu de Cavaller, esdevenint un dels només 27 guardonats, i el va promoure a Generaloberst per les seves accions a Sicília, Salern i a la bossa de Kamenets-Podolski. Hube va morir quan l'avió que el transportava es va estavellar després de l'enlairament a Salzburg el 21 d'abril de 1944.
Hube va rebre un funeral d'estat a Berlín el 26 d'abril de 1944. El seu taüt va ser disposat a la Cancelleria del Reich i Heinz Guderian va pronunciar l'elogi. La guàrdia d'honor estava formada pels generals Walther Nehring, Hermann Breith, Heinrich Eberbach i Hans Gollnick. Hube va ser enterrat al Cementiri d'Invàlids de Berlín.

## Obres de Hube
- Hube, Hans-Valentin. Der Infanterist (en (anglès)).  Charlottenburg, Alemanya: Offene Worte, 1925. OCLC 643823983.
- Hube, Hans-Valentin. Schützendienst (en (anglès)).  Charlottenburg, Alemanya: Offene Worte, 1928. OCLC 833701714.
- Hube, Hans-Valentin. Der Infanterist Band 1—Für Kasernenstube und Unterrichtsraum (en (anglès)).  Charlottenburg, Alemanya: Offene Worte, 1935–1936. OCLC 248627859.

## Promocions
Fähnrich – 18 d'octubre de 1909
 Leutnant – 11 d'agost de 1910
  Oberleutnant – 25 de febrer de 1915
 Hauptman – 27 de gener de 1918
 Major – 1 de febrer de 1931
 Oberstleutnant – 1 de juny de 1934
 Oberst - 1 d'agost de 1936
 Generalmajor – 1 de juny de 1940
 Generalleutnant – 1 de gener de 1942
 General der Panzertruppen – 1 d'octubre de 1942
 Generaloberst – 20 d'abril de 1944

## Condecoracions

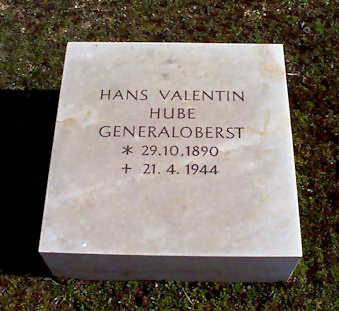
La tomba de Hube al Cementiri d'invàlids, Berlín

Creu de Cavaller de la Creu de Ferro amb Fulles de Roure, Espases i Brillants:
 Creu de Cavaller: (1/08/1941) (com Generalmajor i Komm. der 16. Panzer-Division)
 Fulles de Roure: (16/1/1942) (62è) (com Generalmajor i Komm. der 16. Panzer-Division)
 Espases: (20/01/1942) (226è) (com Generalleutnant i Komm. Der XIV Panzerkorps
 Brillants: (20/4/1944) (13è) (com General der Panzertruppe i Komm. der 1. Panzerarmee
 Creu de Ferro 1914 de 1a Classe (1916)
 Creu de Ferro 1914 de 2a Classe (1915)
 Creu de Cavaller del Reial Orde Prussià de Hohenzollern amb espases (1918)
 Insígnia de Ferits 1918 en Plata
  Creu de Frederic d'Anhal
 Creu d'Honor dels Combatents del Front
 Barra de 1939 a la Creu de Ferro 1914 de 1a Classe (3/6/1940)
 Barra de 1939 a la Creu de Ferro 1914 de 2a Classe (24/5/1940)
 Medalla del Llarg Servei a la Wehrmacht de I i IV classe
 Insígnia de Combat de Tancs en Plata
 Medalla de la Campanya d'Hivern a l'Est 1941/42
 Comandant de l'Orde Militar de Savoia (Itàlia) (6/9/1943)
Butlletí de la Wehrmacht: 21/06/1942; 10/09/1943